# Tai Situpa
Tai Situpa (tib.: ta’i si tu pa; auch: Situ Rinpoche oder Tai Situ; chin. Guangding Daisitu Rinboche) ist eine bedeutende Trülku-Linie der Karma-Kagyü-Schule des tibetischen Buddhismus. Die Tai Situpas gelten in dieser Schule traditionell als Emanation des Bodhisattva Maitreya, der im Buddhismus als Buddha der Zukunft und großer kommender Weltlehrer angesehen wird.

## Geschichte
Mit Marpa, dessen Inkarnation Tai Situ ist, kommt Kagyu von Indien nach Tibet. Deshalb spricht man in den tibetischen Texten auch von Marpa Kagyu. Die Inkarnationslinie der Tai Situpas steht in enger Verbindung mit der der Gyalwa Karmapas, die die jeweils höchsten Lamas der Karma-Kagyü sind. Wie die Shamarpas und die Tshurphu Gyeltshab Rinpoches tragen auch die Tai Situpas einen roten Hut, bzw. eine rote Vajra-Krone als Zeichen ihrer Würde und als Symbol für die Untrennbarkeit des Geistes der Karmapas und der Tai Situpas. Der 1. Tai Situpa war Schüler des 5. Karmapa Deshin Shegpa, der ihn zum Abt von Karma Gön ernannte. Er erhielt den Titel Kenting Naya Tang Nyontse Geshetse Tai Situpa, kurz: Kuang Ting Tai Situ (auch: Khentin Tai Situ; pinyin: Guangding Dai Situ; 廣定大司徒) vom chinesischen Kaiser der Ming-Dynastie Yung Lo. Besonders der 8. Tai Situpa Chökyi Chungne war für seine hohe Gelehrsamkeit bekannt, er verfasste im 18. Jahrhundert u. a. einen umfassenden Kommentar zur Grammatik der tibetischen Sprache (mkhas pa’i mgul rgyan), der noch heute studiert wird. 1717 gründete der 8. Tai Situpa das Kloster Pelpung (tib.: dpal spung dgon pa) in Derge, Kham. Der 9. Tai Situpa war einer der Wurzellehrer des Kongtrül Lodrö Thaye, des Khyentse Wangpo Rinpoche und des Chogling Rinpoche, sowie Mitbegründer der Rime-Bewegung. Der 11. Tai Situpa gründete Mitte des zwanzigsten Jahrhunderts ein Institut für buddhistische Textstudien in Pelpung. Der 12. Tai Situpa Pema Dönyö Nyinche sowie der 12. Tshurphu Gyeltshab Rinpoche inthronisierten Orgyen Thrinle Dorje als 17. Gyelwa Karmapa.

## Liste der Tai Situpas
| si tu | Name (Liste tibetischer Namen und Titel)     | Lebensdaten | Umschrift nach Wylie                                         |
| ----- | -------------------------------------------- | ----------- | ------------------------------------------------------------ |
| 1.    | Chökyi Gyeltshen                             | 1377–1448   | chos kyi rgyal mtshan                                        |
| 2.    | Trashi Namgyel                               | 1450–1497   | bkra shis rnam rgyal                                         |
| 3.    | Trashi Peljor                                | 1498–1541   | bkra shis dpal ’byor                                         |
| 4.    | Chökyi Gocha                                 | 1542–1585   | chos kyi go cha                                              |
| 5.    | Chökyi Gyeltshen Pelsang; Geleg Pelsang      | 1586–1657   | chos kyi rgyal mtshan dpal bzang; dge legs dpal bzang        |
| 6.    | Mipham Chögyel Rabten; Mipham Thrinle Rabten | 1658–1682   | dmi pham chos rgyal rab brtan; dmi pham 'phrin las rab brtan |
| 7.    | Mawe Nyima                                   | 1683–1698   | smra ba’i nyi ma; legs bshad smra ba’i nyi ma                |
| 8.    | Chökyi Chungne                               | 1700–1774   | chos kyi ’byung gnas                                         |
| 9.    | Pema Nyinche Wangpo                          | 1774–1853   | pad ma nyin byed dbang po                                    |
| 10.   | Pema Künsang Chögyel                         | 1854–1885   | pad ma kun bzang chos rgyal                                  |
| 11.   | Pema Wangchug Gyelpo                         | 1886–1952   | pad ma dbang mchug rgyal po                                  |
| 12.   | Pema Dönyö Nyinche Wangpo                    | * 1954      | pad ma don yod nyin byed dbang po                            |